# Thomas Forstner
Thomas Forstner (født d. 3. december 1969) er en østrigsk sanger, bedst kendt som repræsentant for Østrig ved Eurovision Song Contest i både 1989, hvor han fik en 5. plads, og i 1991, hvor han fik en sidsteplads med 0 point.

## Biografi
Thomas Forstner var kirkekor sanger, og vandt adskillige talentkonkurrencer for børn og unge i Østrig, siden han blot var 3 år.

### Eurovision Song Contest 1989
I 1989 satsede østrigske ORF stort på Eurovision Song Contest, da de året før havde fået en sidsteplads og endnu mere ydmygende, 0 point. Thomas Forstner var et ungt håb, som var kæmpestor i Østrig, trods sine blot 19 år. Dieter Bohlen, fra Modern Talking, skrev sangen "Nur ein Lied" (dansk; "Blot en sang") og Thomas Forstner fremførte den til stor glæde for østrigerne. Sangen strøg til tops og blev #1 på hitlisten, og Thomas Forstner drog til Lauseanne i Schweiz for at forsvare de østrigske farver. Det gik strålende, og Thomas sikrede sit hjemland den bedste placering siden 1972 for Østrig; en 5. plads. Østrig var blevet vant til elendige placeringer, så 5. pladsen blev næsten hyldet som en sejr, og Thomas Forstner var en folkehelt. Hans anden single, også skrevet af Dieter Bohlen, strøg også til tops, og det var ikke bare i Østrig, men også i Schweiz og Tyskland han fandt succes på hitlisterne.

### Eurovision Song Contest 1991
Thomas Forstners karriere kørte langsomt af sporet. Efter at udgive to yderligere singler, der slet ingen succes fandt på hitlisterne, droppede Dieter Bohlen sit samarbejde med den unge stjerne. Thomas skiftede pladeselskab et par gange, men magien så ud til at være væk. Dog så ORF snittet til at sende Thomas Forstner til Eurovision Song Contest endnu engang. Thomas Forstner takkede ja, og fik skrevet sangen "Venedig im Regen" til sig. Dette var ikke bare en oplagt mulighed for Østrig at få endnu en placering og måske en sejr, siden Thomas Forstner gav dem et så godt resultat to år tidligere, men også for Thomas Forstner at få sat gang i karrieren igen. Men den Thomas Forstner der stod på scenen i Rom ved Eurovision Song Contest 1991 havde hverken udstrålingen eller sikkerheden som han havde med sig to år tidligere. Han optrådte i en af de mest kiksede munderinger i Eurovision-historien, og havde en frisure, som han senere er blevet gjort noget til grin for. Derudover var "Venedig im Regen" en tam schlagerballade, som ikke kunne genskabe den storladne stemning fra "Nur ein Lied". Det blev 0 point til Thomas Forstner, og siden har han holdt sig langt væk fra mediernes søgelys. I dag arbejder han som Software-programmør.

## Privat
I 1991 blev Thomas gift med Vanessa Thun-Hohenstein, en østrigsk tv-værtinde, men ægteskabet gik i stykker i 1999. De har datteren Rebecca sammen.

## Diskografi
- 1987 South African Children (SI)
- 1988 Vera (SI)
- 1989 Nur ein Lied (07INCH45)
- 1989 Nur ein Lied (MX)
- 1989 Wenn nachts die Sonne scheint / Don't Say Goodbye Tonight (07INCH45, 12INCH45)
- 1989 Song of Love (SI)
- 1990 Wenn der Himmel brennt (CD-SI)
- 1990 V/A: 16 Megahits (CD)
- 1991 Venedig im Regen (SI), Miles Away (SI)
- 1994 Voll erwischt (CD-SI)
- 2001 You're in the army now (pseud. STG77) (MX)
- 2002 Hello (pseud. Vincent Parker) (MX)